# Cican Stanković
Cican Stanković (Bijeljina, Bosnia, 4 de noviembre de 1992) es un futbolista bosnio nacionalizado austriaco. Juega de arquero y su equipo actual es el AEK F. C. de la Superliga de Grecia.

## Selección nacional
Ha sido internacional con la selección de fútbol sub-21 de Austria en 3 ocasiones. El 6 de septiembre de 2019 debutó con la absoluta en un partido de clasificación para la Eurocopa 2020 ante Letonia que terminó con victoria por 6 a 0 para los austriacos.

## Clubes
| Club               | País    | Año       | Partidos | Goles |
| ------------------ | ------- | --------- | -------- | ----- |
| SV Horn            | Austria | 2009-2013 | 66       | 1     |
| SV Grödig          | Austria | 2013-2015 | 61       | 0     |
| Red Bull Salzburgo | Austria | 2015-2021 | 151      | 0     |
| AEK Atenas F. C.   | Grecia  | 2021-     | 67       | 0     |

## Palmarés

### Títulos nacionales
| Título              | Club               | País    | Año  |
| ------------------- | ------------------ | ------- | ---- |
| Bundesliga          | Red Bull Salzburgo | Austria | 2016 |
| Copa de Austria     | Red Bull Salzburgo | Austria | 2016 |
| Bundesliga          | Red Bull Salzburgo | Austria | 2017 |
| Copa de Austria     | Red Bull Salzburgo | Austria | 2017 |
| Bundesliga          | Red Bull Salzburgo | Austria | 2018 |
| Copa de Austria     | Red Bull Salzburgo | Austria | 2019 |
| Bundesliga          | Red Bull Salzburgo | Austria | 2019 |
| Copa de Austria     | Red Bull Salzburgo | Austria | 2020 |
| Bundesliga          | Red Bull Salzburgo | Austria | 2020 |
| Copa de Austria     | Red Bull Salzburgo | Austria | 2021 |
| Bundesliga          | Red Bull Salzburgo | Austria | 2021 |
| Superliga de Grecia | AEK Atenas F. C.   | Grecia  | 2023 |
| Copa de Grecia      | AEK Atenas F. C.   | Grecia  | 2023 |